# Stigtomta hembygdsförening

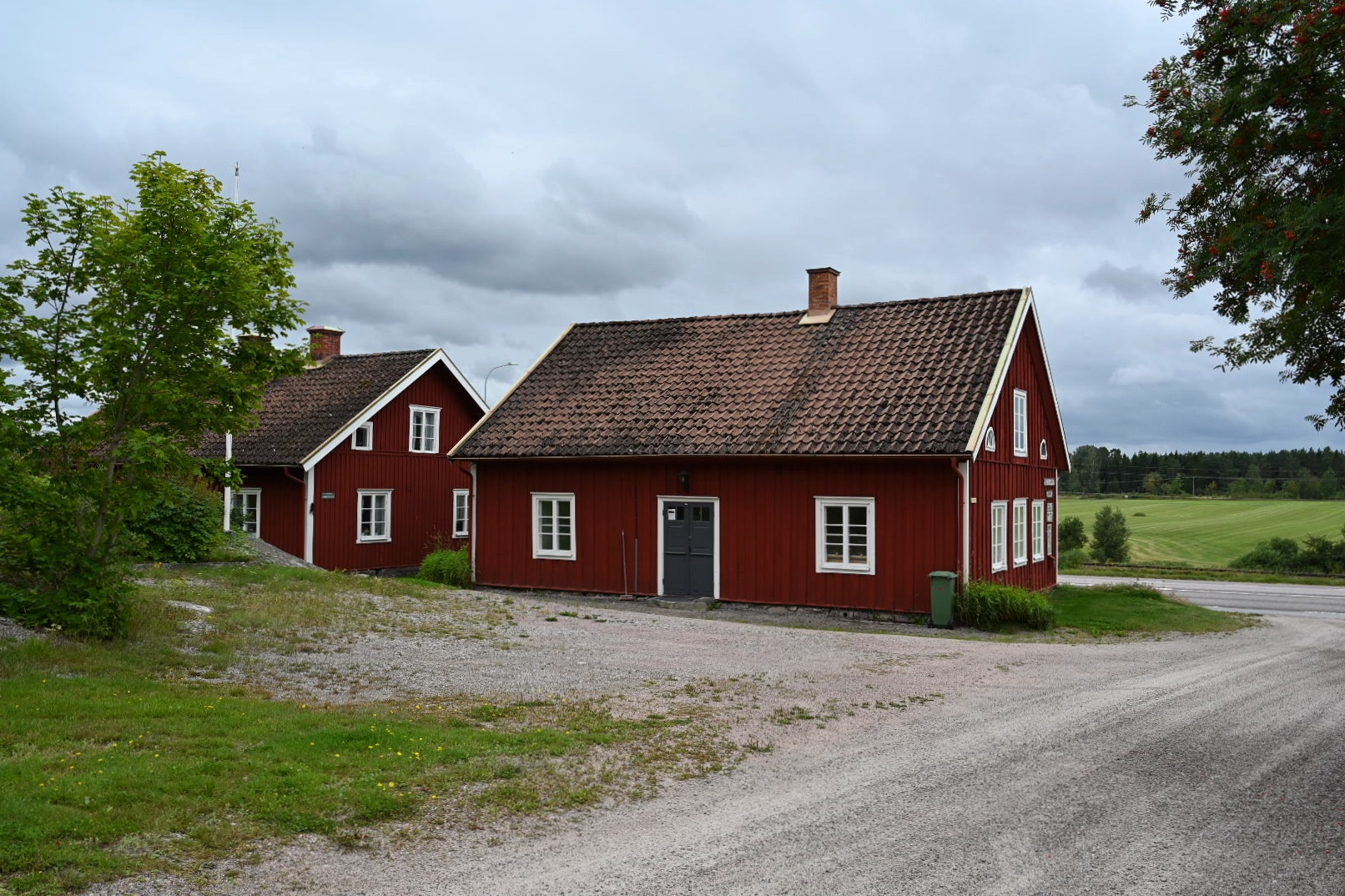
Stigtomta hembygdsgård.

Stigtomta hembygdsförening är en hembygdsförening i Nyköpings kommun i Södermanlands län. Föreningen bildades den 29 november 1978 under namnet Stigtomtaortens Hembygdsförening. År 2018 bytte föreningen namn till Stigtomta Hembygdsförening. Föreningen omfattar de gamla socknarna Stigtomta, Bärbo, Halla och Nykyrka.